# Вулиця Над Ставом (Тернопіль)
Вулиця Над Ставом — історична вулиця у середмісті Тернополя, одна за найдавніших вулиць міста, розташована під невеликим кутом до вулиці Руської.
Починається від вулиці Старий Ринок і виходить на вулицю Руську. Вулиця межує з парком імені Тараса Шевченка і ставом. Довжина — близько 280 метрів. 

## Назва
Вперше вулиця згадана ще у 1672 році під назвою Над Ставом, за Австро-Угорщини у XIX ст. називалась Старофарна, або Старо-Фарна (нім. Alte Pfarr Gasse). На початку XX ст. і до кінця Другої світової вулиця носила ім'я польського письменника Вінцента Поля. В радянський період була перейменована на вулицю Трудову, а зі здобуттям України незалежності вулиці повернуто давню назву Над Ставом.

## Історія
Вулиця Над Ставом є однією з найдавніших вулиць міста, розташована в історичному ядрі старого міста, вона є ровесником Тернополя або й навіть старша за нього.
Ще до заснування Тернополя тут існувало поселення Топільче (або Сопільче). Поселення утворилося на давньому торговому тракті, головному шляху татарських нападів. За теоретичними розрахунками воно займало західну частину історичного ядра і простягалось від Надставної церкви до сучасної вулиці Паращука. Рудиментами долокаційної планувальної структури є вул. Над Ставом та втрачені Старошкільна, Подільська.
На пагорбі, над ставом, неподалік від Львівської брами здавна височить церква Воздвиження Чесного Хреста, звана в народі Надставною. Перші відомості про цю церкву знаходимо в грамоті князя Костянтина Острозького від 1570 року, хоч народні перекази пов'язують існування церкви в цьому місці із періодом князювання Данила Галицького.
Перший римо-католицький дерев’яний костел (стара фара костельна св. Івана Хрестителя), на який інформація міститься у документах середини XVI ст., знаходився майже напроти Надставної церкви на південній стороні вул. Львівської. У 1623 р. фундовано новий парафіяльний костьол (нова фара костельна Різдва Пресвятої Діви Марії) у північно-західному наріжнику Ринку в районі вул. Над Ставом. Перший був зруйнований 1675 р., другий, ще не будучи перекритий склепінням, почав давати тріщини у стінах і з приходом Австрії розібраний через гостро аварійний стан.

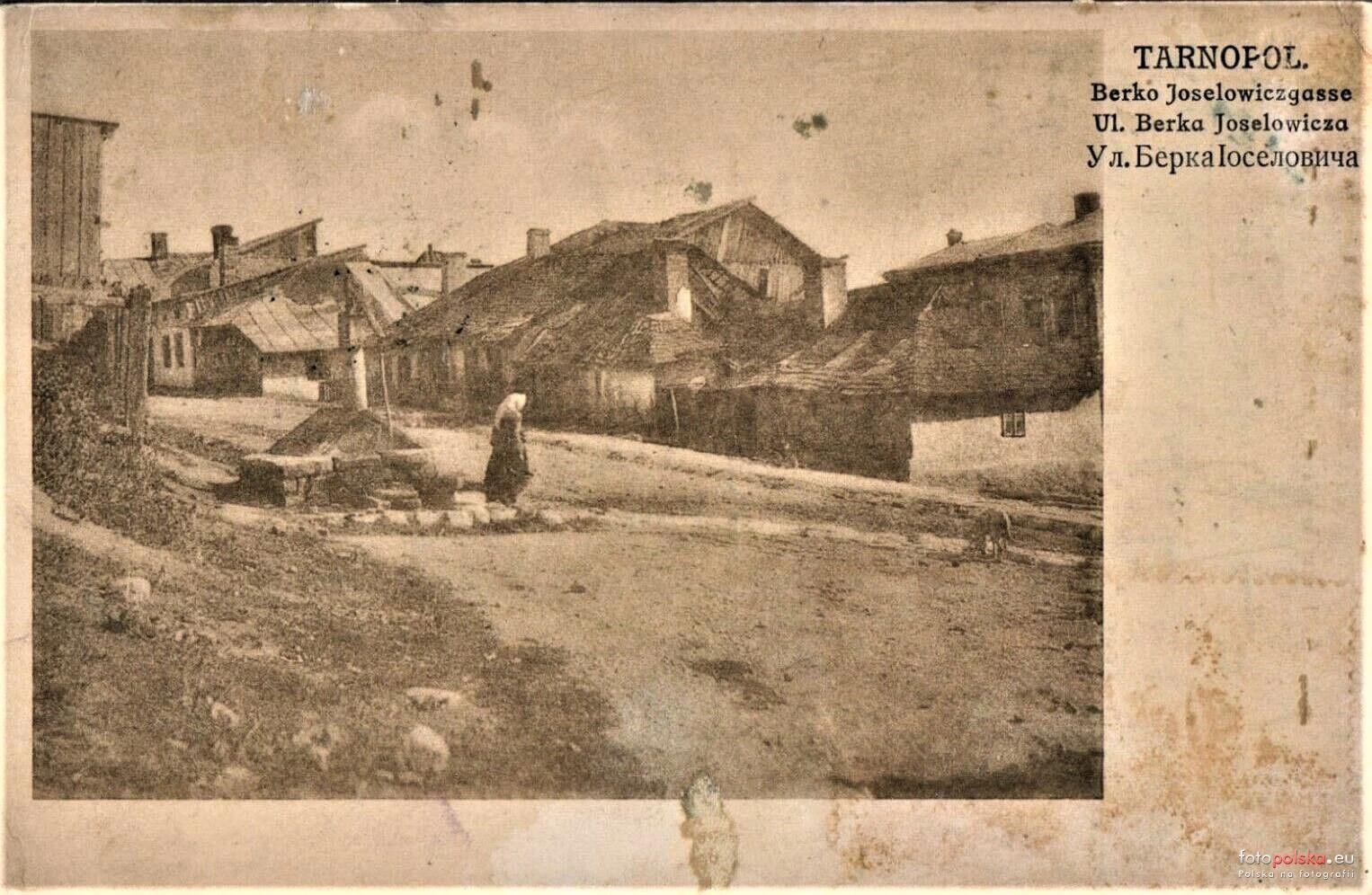
Вулиця Берка Йоселевича (кін. XIX — поч. XX ст.)

В інвентарі міста 1672 року згадується вулиця Над Ставом, в той час на ній було 40 будинків, жодної кам'яниці. Вулиця чітко простежується на першому плані Тернополя 1797 року, складеним А. Посарелі, також вона, під назвою Старофарна (нім. Alte Pfarr Gasse), зображена на кадарстровій мапі міста 1869 р. Паралельно Старофарній і Львівській (сучасна Руська) поміж ними проходила вулиця Токарська (нім. Drechsler Gasse), пізніше вулиця Берка Йоселевича, яка до сьогодні не збереглася, після війни була забудована.
В першій половині XX ст. вулиця носила ім'я Вінцента Поля. На розі вулиці Поля та Старошпитальної (тепер вул. Старий Ринок) розміщувався найдавніший міський шпиталь, заснований у 1829 р. Комісія, очолювана інспектором шпиталів Яном Стелла-Савіцьким, яка перевіряла його стан у 1875 році, констатуючи невтішний стан міського шпиталю, зробила висновок про необхідність прискорити будівництво нової міської лічниці (сучасна міська лікарня швидкої допомоги, відома ще як лікарня № 1), яку було відкрито в 1898 році.

## Пам'ятки

### Пам'ятки архітектури
На вулиці розташована пам'ятка архітектури національного значення — Воздвиженська (Надставна) церква (XVI — XVII ст.), вул. Над Ставом, 16, охоронний номер 635.
Також тут розміщені три пам'ятки архітектури місцевого значення:
- Житловий будинок, 1910 р., вул. Над Ставом, 6, охоронний номер 274-М,
- Житловий будинок, ХІХ ст., вул. Над Ставом, 7, охоронний номер 193-М,
- Житловий будинок, ХІХ ст., вул. Над Ставом, 11, охоронний номер 344-М.

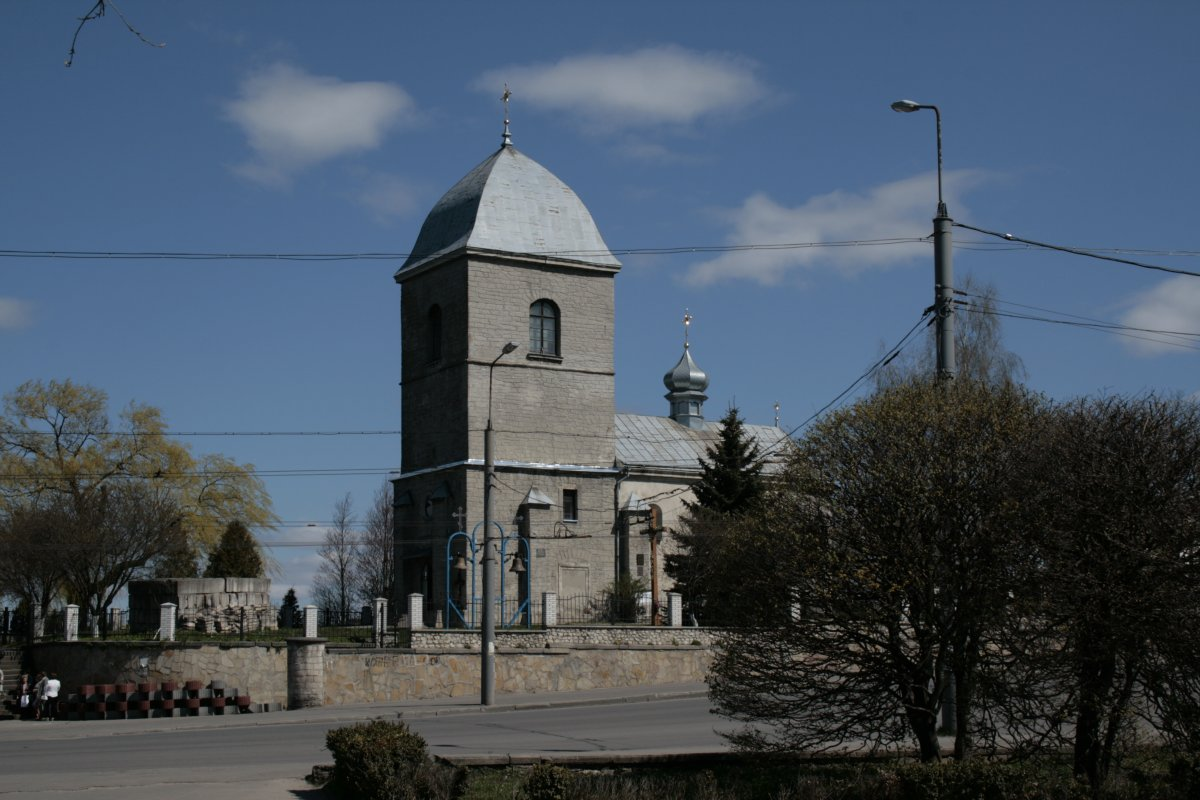
Надставна церква
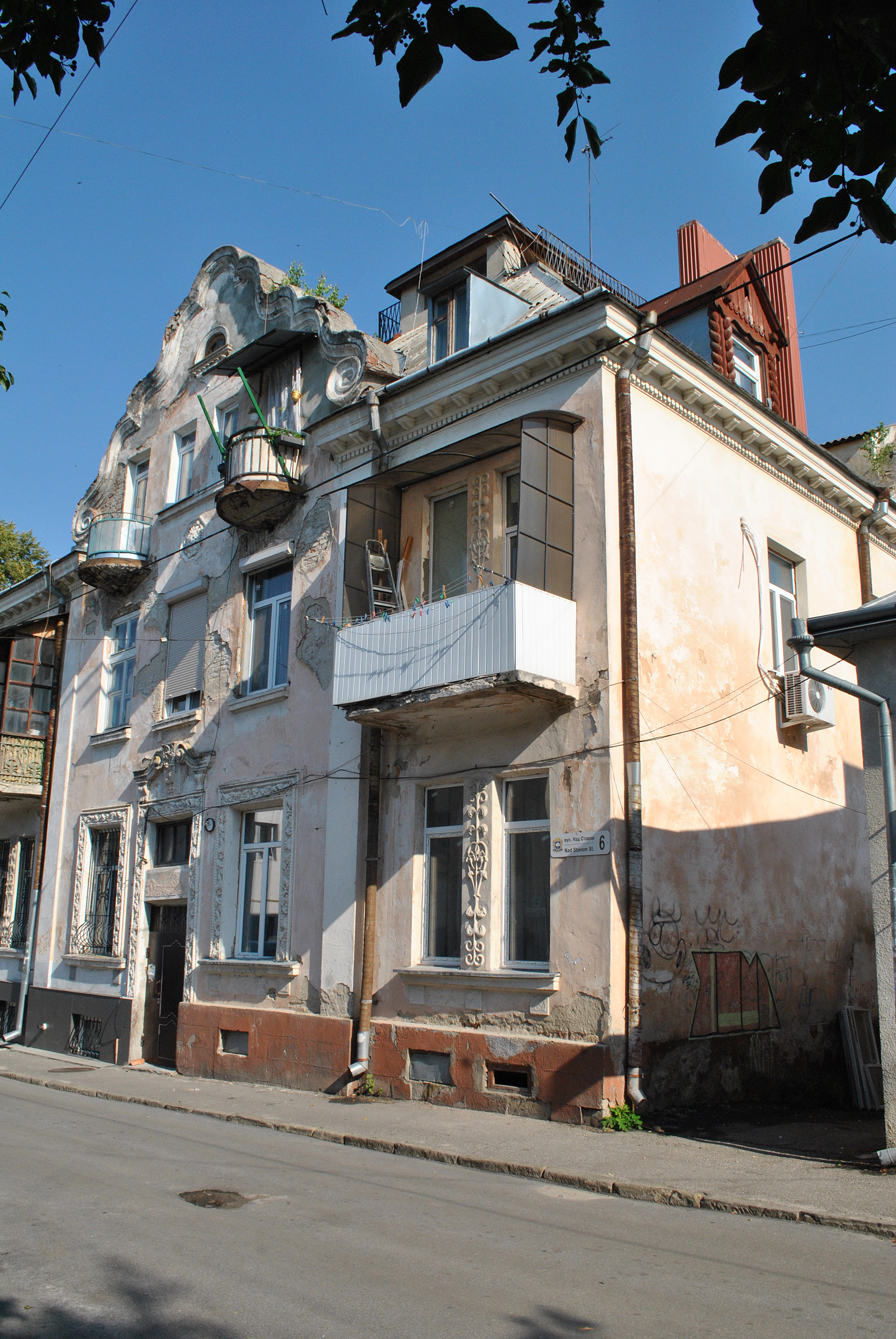
Будинок №6
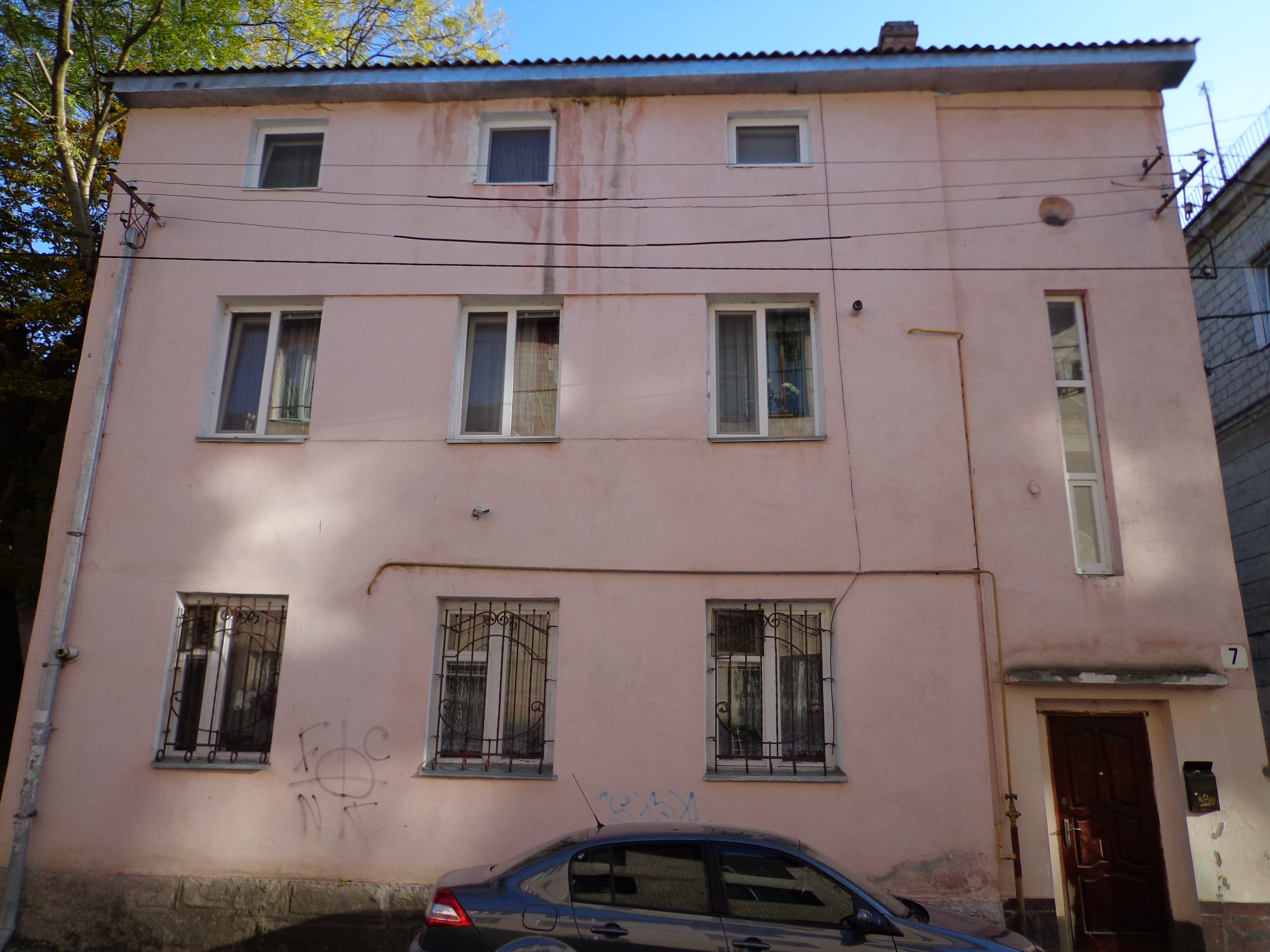
Будинок №7
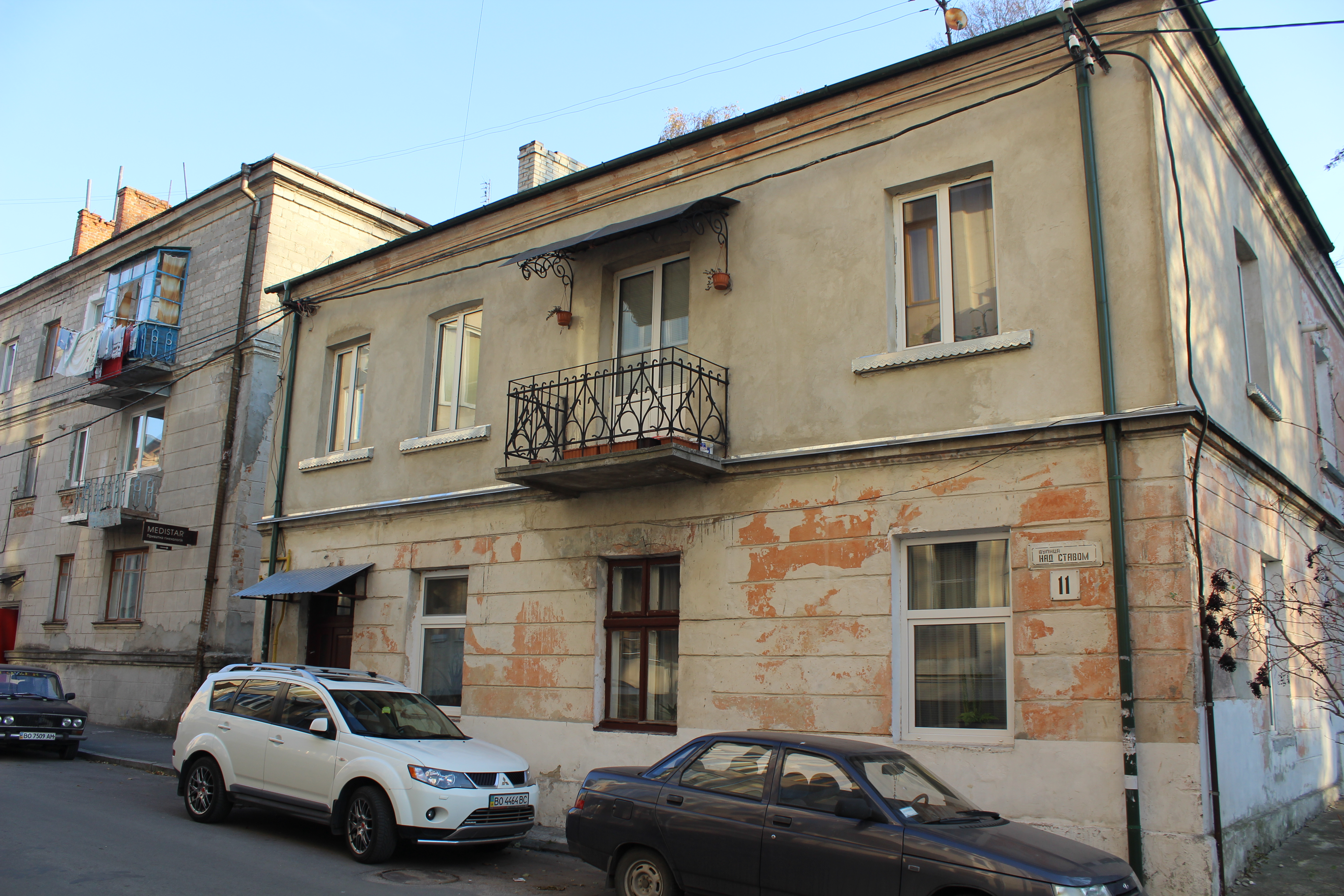
Будинок №11

### Найстаріший житловий будинок
Донедавна на вулиці Над Ставом був розташований найстаріший житловий будинок Тернополя (буд. № 3). Його стіни до наших днів збереглися з XVIII століття. Однак остаточної дати будівництва встановити не вдалося. Під покрівлею будинку була стара ліпнина. Вражала товщина стін – майже метр цегляної кладки. Не дивно, що дім пережив стільки часу та війну. Але незважаючи на свою історію, цей дім не був в переліку історичних пам’яток міста чи області. Будинок був занедбаним вже не один рік. Дах почав руйнуватися, вікна та двері були забиті дошками. Штукатурка сипалась.
Тепер від нього майже нічого не залишилося. Там почали зводити новий будинок, тому старий майже повністю зруйнували. Від нього лишилось лише дві стіни, висотою в один поверх.

## Меморіальні таблиці
У будинку № 8 деякий час проживав Петро Тимочко, про що свідчить меморіальна таблиця на фасаді: «У цьому будинку з 1989 по 2005 рр. жив і творив український письменник Петро Тимочко (1925—2005)».

## Установи та організації
На вулиці розташоване
- Головне управління статистики у Тернопільській області, вул. Над Ставом, 10.

## Транспорт
Вулиця з двостороннім рухом. Двобічні (до буд. № 3, далі однобічний справа) пішохідні тротуари з одним пішохідним переходом від вулиці Руської. Міський транспорт вулицею не курсує. Найближчі зупинки громадського транспорту на вулиці Руській («6-та школа», «Медакадемія»). 